# Canciones para un paraíso en vivo
Canciones para un paraíso en vivo es la 6º gira del cantautor español Alejandro Sanz, lanzada en DVD. Esta gira lo llevó nuevamente por México, Centroamérica, Sudamérica, España y Estados Unidos y está producida por Canal+ y fue grabado en el mes de mayo de 2010, durante las dos presentaciones en vivo que el artista ofreció en el Palacio de los Deportes de Madrid. 
En esta gira, el cantante hace un repertorio especial para sus fanes, incluyendo temas clásicos como: “Corazón Partio”, “No es lo Mismo”, “Cuando Nadie Me Ve” y canciones de su nuevo trabajo discográfico “Paraíso Express”. También se incluye un dueto con Joaquín Sabina, grabado en estudio, del tema “Lola Soledad”, el cual será lanzado como nuevo sencillo.

## Lista de canciones

### CD
1. Mi Peter Punk
2. Lo Que Fui Es Lo Que Soy
3. Desde cuando
4. Viviendo deprisa
5. Corazón partío
6. Cuando Nadie Me Ve
7. Hice llorar hasta Los Ángeles
8. Nuestro amor será leyenda
9. Lola soledad
10. Looking for paradise

Bonus Track
1. Lola soledad – con Joaquín Sabina (Bonus Track)

### DVD
1. Mi Peter Punk
2. Lo Que Fui Es Lo Que Soy
3. Desde Cuando
4. Viviendo Deprisa
5. Nuestro Amor Será Leyenda
6. Corazón Partío
7. Cuando Nadie Me Ve
8. Yo Hice Llorar Hasta a Los Angeles
9. Para Que Tu No Llores
10. Sin Que Se Note
11. Si Hay Dios
12. Lola Soledad
13. Aquello Que Me Diste
14. Mala
15. No Es Lo Mismo
16. Looking For Paradise
17. Medley: A La Primera Persona/Mi Soledad y Yo/Amiga Mia/Y si fuera ella?

## Personal
- Alejandro Sanz - Vocal y guitarra
- Mike Ciro - Director musical y guitarra
- Alfonso Pérez - Teclados
- Charles Martin - Vientos y percusión
- Chris Hierro - Teclados, corista
- Nathaniel Townsley - Batería
- Armand Sabal-Lecco - Bajo
- Jan Ozveren - Guitarra
- Sara Devine - Corista
- Txell Sust - Corista
- Fernando Díaz - Ingeniero, mezclas